# Ioan Cindrea
Ioan Cindrea (n. 25 septembrie 1957, Sibiu, România) este un politician român, președintele organizației județene Sibiu a PSD din 1996 până în 2017. Ioan Cindrea a fost deputat de Sibiu în legislatura 2000-2004 dar a demisionat pe data de 12 ianuarie 2001 și a fost înlocuit de către deputatul Gheorghe Suditu. Ioan Cindrea a fost ales ca deputat în legislatura 2004-2008 și a fost membru în grupurile parlamentare de prietenie cu Republica Africa de Sud și Regatul Belgiei. În legislatura 2008-2012, Ioan Cindrea a fost ales deputat și a fost membru în grupurile parlamentare de prietenie cu Republica Macedonia, Republica Estonia și Regatul Belgiei dar a demisionat la data de 28 iunie 2012.  În legislatura 2012- 2016, Ioan Cindrea a deținut funcția de președinte al Consiliului județean Sibiu.
La alegerile locale din anul 2000 a candidat din partea PSD la fotoliul de primar al municipiului Sibiu. În turul al doilea de scrutin, desfășurat pe 18 iunie 2000, a întrunit 30,81% din voturile valabil exprimate, fiind astfel înfrânt de Klaus Johannis (FDGR), care a obținut 69,18% din preferințe.
În 15 septembrie 2015 a fost condamnat definitiv prin sentința Înaltei Curți de Casație și Justiție la un an și șase luni de închisoare cu suspendare pentru infracțiunea de conflict de interese pentru că și-a angajat nelegal soția la biroul său parlamentar în perioada cât a fost deputat.
În perioada 2001-2004 a fost secretar de stat la Ministerul Muncii și Solidarității Sociale în guvernul Adrian Năstase (PSD).